# Jeanne Dielman, 23, quai du Commerce, 1080 Bruxelles
Jeanne Dielman, 23, quai du commerce, 1080 Bruxelles, anche conosciuto semplicemente come Jeanne Dielman, è un film del 1975 diretto da Chantal Akerman.
Il film fu presentato alla Quinzaine des Réalisateurs del 28º Festival di Cannes. Nel 2000 The Village Voice lo inserì al diciannovesimo posto nella lista dei migliori film del XX secolo. Nel 2022 la rivista Sight and Sound, pubblicata dal British Film Institute, l'ha inserito al primo posto nella classifica dei cento film migliori di tutti i tempi.

## Trama
Il film racconta con una grande minuzia descrittiva tre giorni della vita disperata e ripetitiva di una donna, Jeanne Dielman (il cui nome si deduce solo dal titolo e da una lettera ricevuta dalla sorella Fernande). Vedova e madre di un ragazzo di nome Sylvain, Jeanne conduce una vita monotona, scandita da azioni ben precise da compiere durante le sue giornate, che si alternano in modo pressoché uguale tra di loro: la donna è una casalinga modello, cucina e fa le pulizie in casa, aiuta il figlio coi compiti scolastici e sbriga diverse commissioni nei tre giorni della narrazione.
Tra le attività che caratterizzano la sua routine quotidiana vi è anche l'abitudine di prostituirsi, una volta al giorno: Jeanne riceve in casa clienti abituali che si recano da lei a cadenza settimanale nelle ore del pomeriggio in cui il figlio Sylvain è ancora a scuola. Eppure, è proprio dopo la visita di uno dei suoi clienti, avvenuta il secondo giorno, che qualcosa si inceppa nel meccanismo perfetto e ripetitivo di Jeanne: dapprima cuoce troppo le patate per la cena; poi dimentica di coprire il vaso di porcellana nel quale ripone i propri soldi; perde un bottone del suo maglione e, infine, fa cadere una forchetta appena lavata.
Questi piccoli segnali che la regolarità ossessiva e la perfezione maniacale della routine di Jeanne si siano incrinate continuano fino all'arrivo del cliente il mercoledì pomeriggio, il terzo e ultimo dei giorni messi in scena. Durante il rapporto Jeanne raggiunge l'orgasmo e, dopo essersi rivestita, ferisce a morte l'uomo sul suo letto con un paio di forbici. La donna poi si siede in ombra al tavolo della sala da pranzo con la camicetta bianca leggermente macchiata di sangue.

## Produzione

### Sceneggiatura
Dopo essersi affermata come regista nel 1974 con il film Je, tu, il, elle, Chantal Akerman ha dichiarato di «sentirsi pronta a fare un lungometraggio con un budget maggiore» e così ha chiesto una sovvenzione al governo belga per poter realizzare il film, presentando una prima sceneggiatura che sarebbe stata solo il punto di partenza per Jeanne Dielman, 23 quai du Commerce, 1080 Bruxelles: dopo aver ricevuto la sovvenzione governativa e aver iniziato la produzione, la Akerman si rese conto di «odiare la sceneggiatura»; da qui la scelta di scrivere daccapo il soggetto del film.
Il tempo nel film scorre con la stessa velocità per i personaggi e per gli spettatori che possono così sperimentare la materialità del cinema, la sua durata letterale e allo stesso tempo dà un significato concreto al lavoro di una donna; il film, infatti, ritrae la vita della protagonista senza tagli, il che, secondo la regista, «era l'unico modo per girare il film: evitare di tagliare l'azione in cento punti, guardare con attenzione ed essere rispettosi. L'inquadratura doveva rispettare il suo spazio, lei e i suoi gesti al suo interno». I pochi tagli sono poi anticipati spesso dallo spegnimento compulsivo delle luci prima di uscire da una stanza; questo semplice gesto separa uno spazio domestico dall'altro e preannuncia un cambio da una ripresa fissa all'altra. Non sono rari i casi in cui la scena rimane vuota, quando Jeanne si trova fuori dall'inquadratura perché è andata a mettere qualcosa in frigorifero o è uscita in balcone; il tempo di tali attese è minuziosamente calcolato in fase di scrittura e la regista, per aiutarsi, aveva con sé un orologio durante le riprese.
Chantal Akerman ha raccontato in un'intervista che una notte, dopo aver lavorato per un po' di tempo alla sceneggiatura del film, ha potuto vedere l'intero film nella sua forma finale. Ha quindi deciso di eliminare ogni sottotrama, riducendo all'osso il ruolo e il tempo in scena dei personaggi secondari, in modo da concentrarsi quasi esclusivamente sulla figura di Jeanne e sulla sua vita domestica e ripetitiva. Tra i pochi personaggi che rivestono un qualche ruolo attivo nella vicenda, infatti, figurano: la sorella di Jeanne, Fernande, che però vive in Canada e appare solo sotto forma di una lettera; la vicina di casa, interpretata dalla stessa Akerman, e che ha con Jeanne un dialogo sull'uscio di casa; il figlio adolescente Sylvain, che esterna con la madre i suoi pensieri edipici. Come in altri film della regista, i personaggi parlano in monologhi recitativi intervallati da lunghi silenzi, poiché nella visione della Akerman ciò che conta nel "dialogo è che si arrotonda con il ritmo, una salmodia in cui le frasi non hanno senso".
La regista fa ampio uso di riprese fisse, l'inquadratura è frontale e simmetrica, con la cinepresa bassa e in linea con la statura della Akerman; la quale ha giustificato tale scelta dichiarando che in questo modo lo spettatore "sa sempre dove sono". Le riprese di Jeanne Dielman, 23 quai du Commerce, 1080 Bruxelles sono durate cinque settimane e la regista lo ha definito un film d'amore per sua madre.

### Cast
Chantal Akerman ha incontrato l'attrice Delphine Seyrig nel 1974, al Nancy Theatre Festival, in occasione della proiezione del suo film documentario Hotel Monterey.

## Critica
Prima che uscisse nelle sale, il New York Times lo descrisse come "il primo capolavoro femminile nella storia del cinema". Ivone Margulies, allieva della Akerman, definì la pellicola un paradigma filmico che unisce femminismo e disincanto.